# Sternacanthus sexmaculatus
Sternacanthus sexmaculatus là một loài bọ cánh cứng trong họ Cerambycidae.